# Quariates

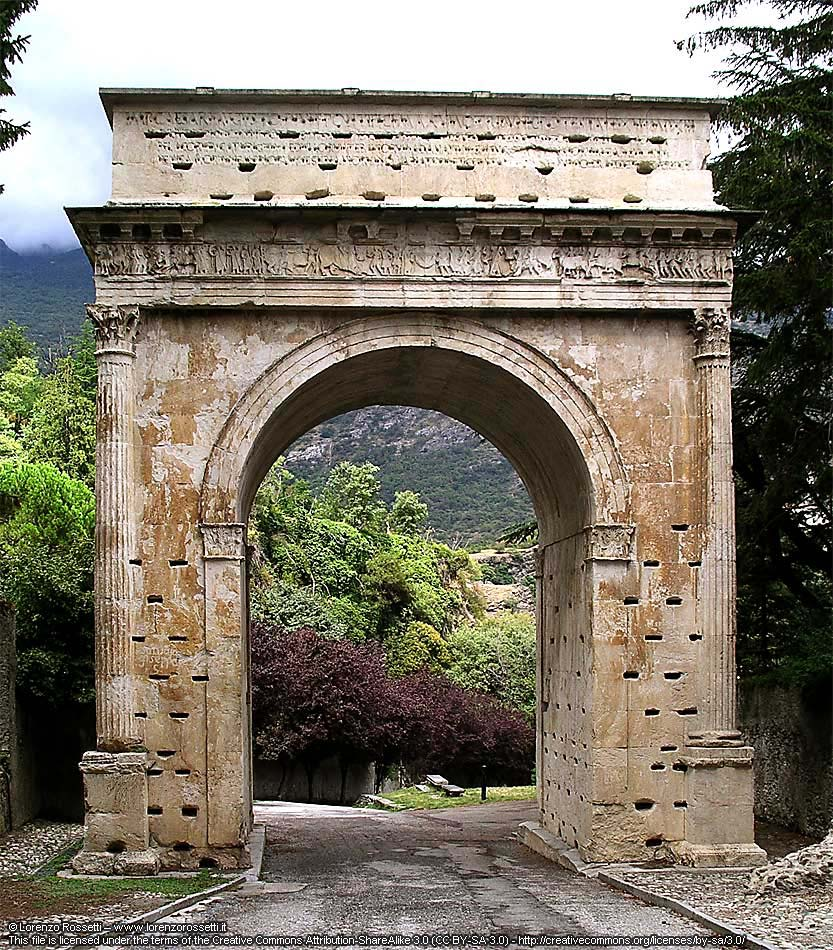
L'arc d'Auguste (Suse), à Suse, en Italie.

Les Quariates sont un peuple gaulois des Alpes occidentales, intégré au royaume de Cottius, et qui ont donné leur nom au Queyras.
Selon Xavier Delamarre, leur nom signifierait « Ceux du chaudron », et l’« on sait l’importance du chaudron dans les récits de mythologie irlandaise ». Ces montagnards sont « difficilement attaquables à cause des hautes crêtes cernant leur petite région naturelle. Ils surveillaient les voies d’accès à plusieurs cols, comme beaucoup des peuplades ayant l’emprise sur les grands passages transalpins. Romains et Carthaginois redouteront la traversée de ces territoires ; et « ils n’attaqueront leurs guerriers qu’avec prudence. ».
Ce peuple est aussi cité sur l'arc d'Auguste situé à Suse (Italie) et édifié par Cottius en l'an 8 av. J.-C., en référence à l'empereur romain Auguste. Suse était la capitale du royaume de Cottius.